# Kulturvergleichende Sozialforschung

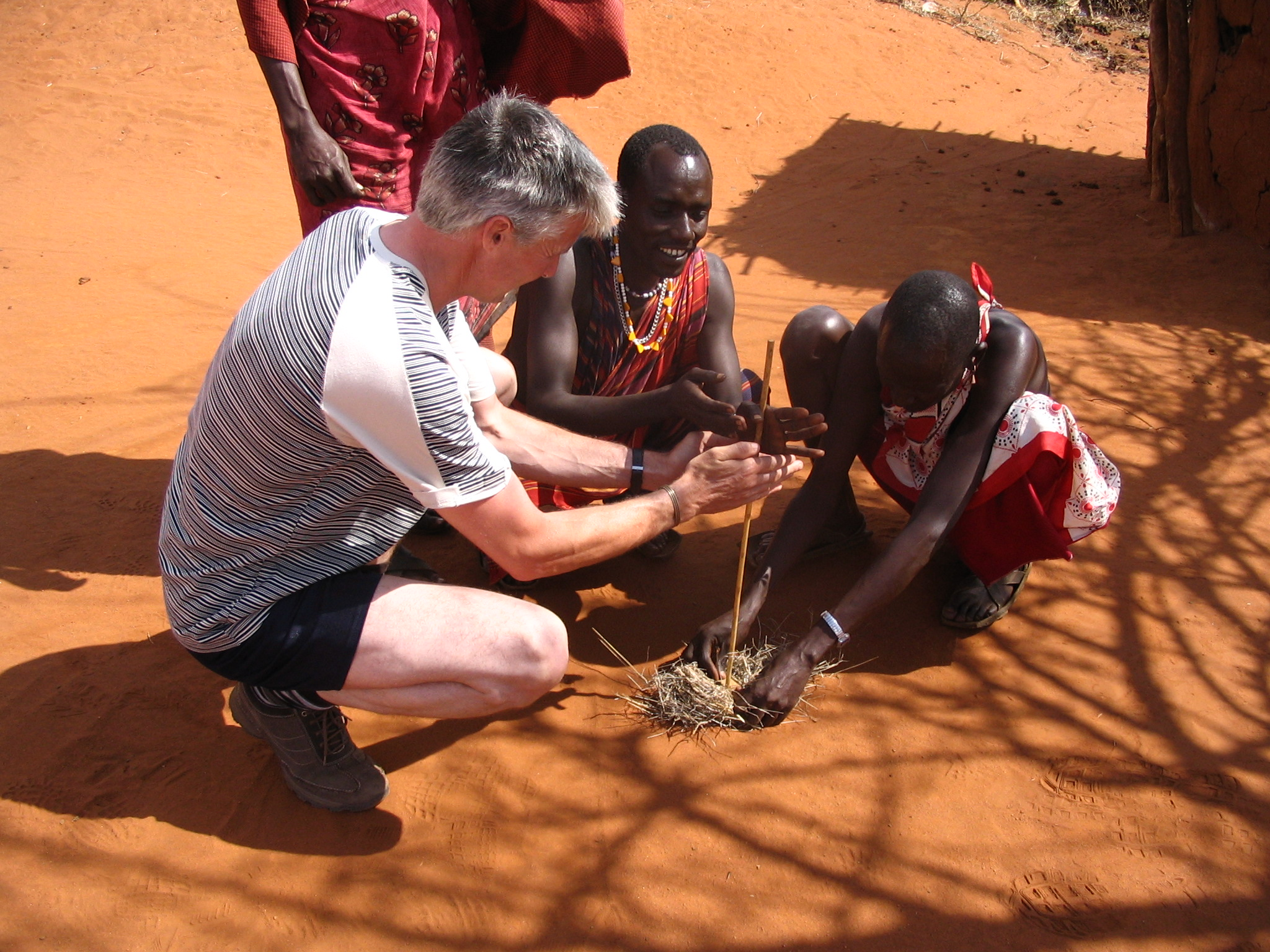
Jede Begegnung fremder Kulturen erfordert Respekt von beiden Seiten und führt bewusst oder unbewusst zu einem Kulturvergleich. Das gilt für Urlauber, Geschäftsreisende, Abenteurer und Wissenschaftler gleichermaßen. (Tourist bei den Maasai)

Kulturvergleichende Sozialforschung oder kurz Kulturvergleich ist eine Sammelbezeichnung für Studien der Sozial- oder Gesellschaftswissenschaften, die Aspekte menschlicher Verhaltensweisen, Darstellungsformen oder Wertvorstellungen aus verschiedenen Gesellschaften miteinander vergleichen. Eine wichtige Rolle spielen Kulturvergleiche vor allem in der Ethnologie (Völkerkunde), Soziologie, Psychologie, Wirtschaftswissenschaft und der Politikwissenschaft. Im weitesten Sinne sind (interdisziplinäre) kulturvergleichende Betrachtungen in nahezu allen Forschungsbereichen zu finden.

## Geschichte

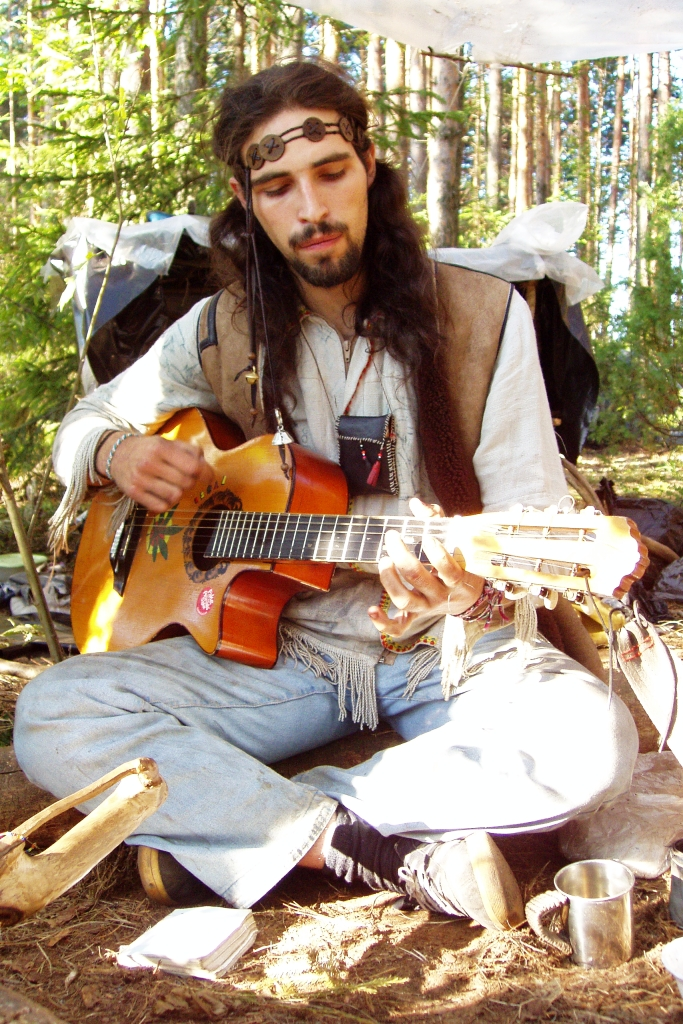
Hippie-Szene: Eigene Kultur oder Subkultur?

„Die Frage nach den Eigenheiten von Kollektiven – nach dem Bewußtsein, dem Charakter, der Identität, der Mentalität von Großgruppen wie Völkern, Nationen oder ethnischen Gemeinschaften – ist so alt wie die Zivilisationsgeschichte.“

Es gehört zur menschlichen Natur, beim Kontakt mit Fremden unwillkürlich Vergleiche anzustellen, um den Menschen oder die Gruppe zu beurteilen, salopp gesagt: in eine „Schublade zu stecken“ (siehe Personale Kategorisierung). Auf der Ebene früherer Gesellschaften kann man dieses Abschätzen und Einordnen fremder Kulturen als lebensnotwendige Praxis ansehen, denn man musste entscheiden, ob es sich um Freund oder Feind handelte. Solcherart Kategorisierungen polarisieren, sind äußerst subjektiv und liefern demnach fehlerhafte und verzerrte Bilder von „den Anderen“. Dennoch war gerade diese Auseinandersetzung mit fremdem Denken und Handeln die eigentliche Triebkraft für jeglichen Kulturwandel.
Vordenker für eine objektivere Betrachtung gab es bereits in der Antike. Der wissenschaftlich fundierte Kulturvergleich beginnt mit dem 19. Jahrhundert, als man begann, Feldstudien bei den kolonisierten Völkern durchzuführen. In diesem Zusammenhang war Alexander von Humboldt einer der weniger Forscher dieser Zeit, der die fremden Kulturen nicht als Wilde betrachtete. In den 1940er und 50er Jahren war die kulturvergleichende Forschung besonders populär – sicherlich nicht zuletzt im Rahmen der Aufarbeitung des Zweiten Weltkrieges. Bis in die 1970er Jahre war das Interesse daran eher gering, bevor es seit den 1980er Jahren vor dem Hintergrund der großen globalpolitischen Veränderungen wieder stetig zunimmt. Dennoch sind in Deutschland bislang nur sehr wenige kulturvergleichende Studien veröffentlicht worden.
Ein eingängiges Beispiel für den Kulturvergleich seit dem Jahr 2000 sind die bekannten PISA-Studien zum Leistungsstand von Schülern, die sowohl einen bildungspolitischen, als auch einen sozialwissenschaftlichen Hintergrund haben.

## Der Kulturbegriff

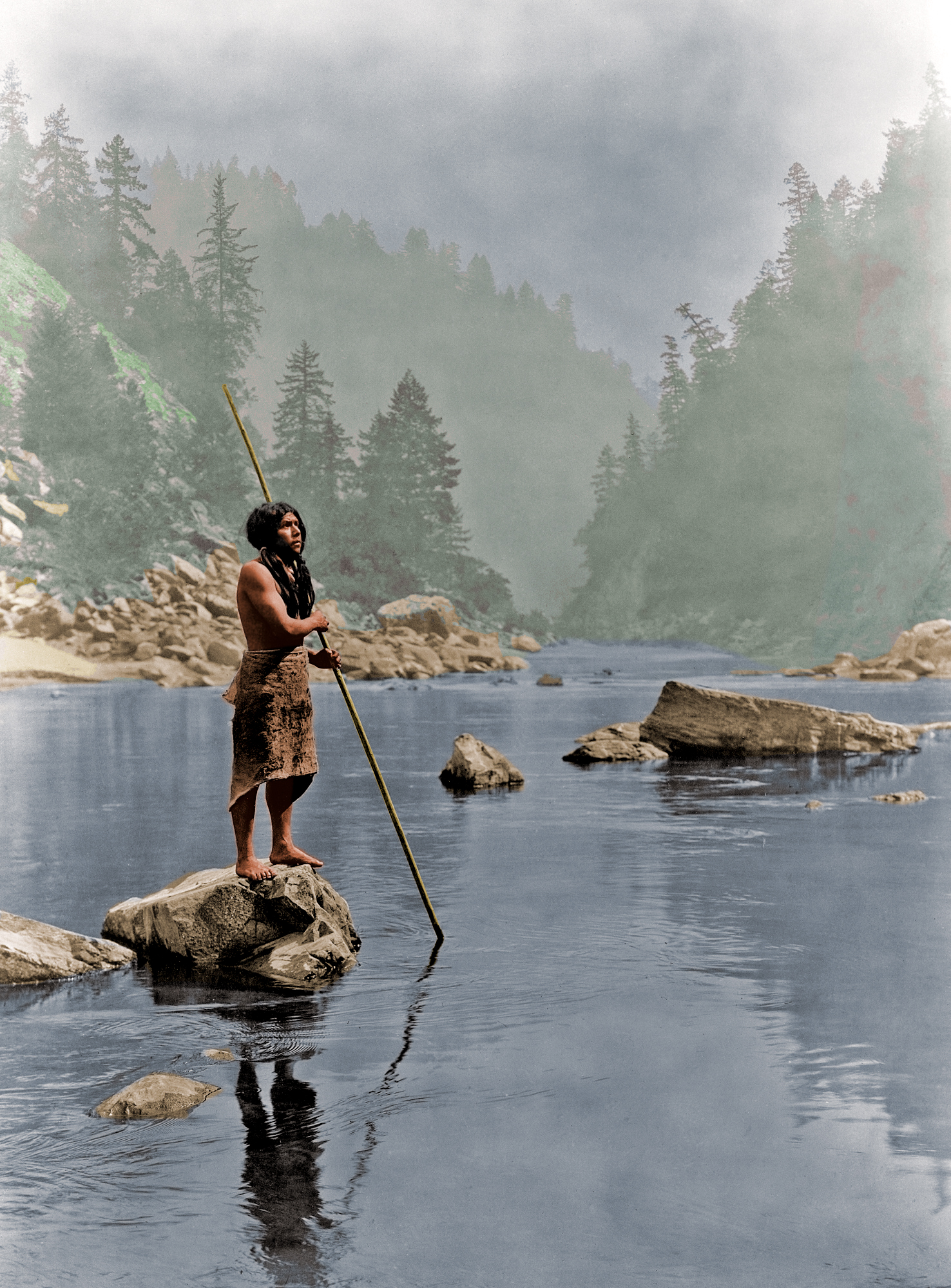
Das romantisierende Bild des „edlen Wilden“ zeigt die Auswirkungen kulturvergleichender Forschungen auf die Bevölkerung der frühen Neuzeit: Sie bedienten die Sehnsucht der Menschen nach einem freien Leben in unzerstörter Natur

Eine grundlegende Schwierigkeit für das Verständnis der Ergebnisse von kulturvergleichenden Sozialforschungen sind die weit gefassten Bedeutungsinhalte der Bezeichnung Kultur, für die selbst innerhalb der Humanwissenschaften sehr unterschiedliche Definitionen existieren. Die meisten Bestimmungen gründen entweder auf einem totalistischen Ansatz und beziehen sich allumfassend auf die gesamte Lebensweise eines Volkes, oder sie gründen auf einem mentalistischen Ansatz und betreffen nur die Gedankenwelt, Ideen und Wertvorstellungen eines Volkes.
Kritik
Bei den meisten Kritiken geht es um die zentralen Fragen:
- Sind Kulturen gleichwertig, oder befinden sie sich auf unterschiedlichen Entwicklungsstufen?
- Sind einige Kulturen weiter entwickelt als andere?
- Müssen einige Kulturen sich erst dahingehend entwickeln, wo andere schon sind?

Obwohl sich die meisten Wissenschaftler bemühen, keine Bewertungen vorzunehmen, ist eine gewisse psychologische Voreingenommenheit gegenüber fremden Kulturen (Ethnozentrismus) alleine schon durch die in den westlichen Wissenschaften geprägten Begrifflichkeiten kaum vermeidbar (siehe auch Eurozentrismus, Evolutionismus).
So kritisieren vor allem Ethnologen eine zu leichtfertige globale Verallgemeinerung der Ergebnisse von Einzelstudien, die beispielsweise mit Managern oder Studenten aus verschiedenen Ländern durchgeführt wurden. Dabei entstünde der Eindruck, es handele sich um Verhaltensweisen, die für alle Menschen gelten würden, obwohl sie tatsächlich nur etwas über nationale Kulturen aussagen, nicht jedoch über beispielsweise indigene Kulturen.

## Abgrenzungsproblematik
Für jede kulturvergleichende Studie muss zuerst festgelegt werden, welche soziale Gruppen untersucht und verglichen werden sollen. Bei ethnologischen Arbeiten, die beispielsweise räumlich weit voneinander getrennt lebende indigene Völker untersuchen, ist die Abgrenzung recht einfach. Schwieriger wird es, Subkulturen eindeutig abzugrenzen (siehe Subkultur: Abgrenzungsprobleme). Größere Probleme bereitet es, wenn die Studie beispielsweise die Unterschiede in der Wertekultur aller sozialer Schichten mehrerer Länder vergleichen soll. Lassen sich diese Schichten klar umreißen und miteinander vergleichen? Können die kulturellen Einflüsse von Migranten herausgefiltert werden? Gibt es in einem Land eine besonders intensive Ausrichtung auf die Religion, wodurch die Ergebnisse verfälscht werden könnten? Viele dahingehende Fragen muss sich ein kulturvergleichender Wissenschaftler vor Beginn seiner Arbeit stellen, und viele werden ihm Kritiker nach seiner Veröffentlichung stellen.
Einige Soziologen – wie beispielsweise der Norweger Stein Rokkan oder der Amerikaner Melvin Kohn – halten die Ergebnisse von Studien, die nur durch Vergleiche verschiedener Gesellschaften der westlichen Kultur gewonnen wurden, für ungeeignet, um daraus allgemeingültige Schlussfolgerungen abzuleiten. Sie treten dafür ein, immer die auch „nicht westlich geprägten, traditionellen Kulturen“ einzubeziehen, um aussagekräftige Theorien zu erarbeiten.
Letztendlich beruht jeder Kulturvergleich zwangsläufig auf der Sichtweise desjenigen kulturellen Zusammenhangs, dem der Wissenschaftler selber angehört.

## Methodik

### Datensammlung

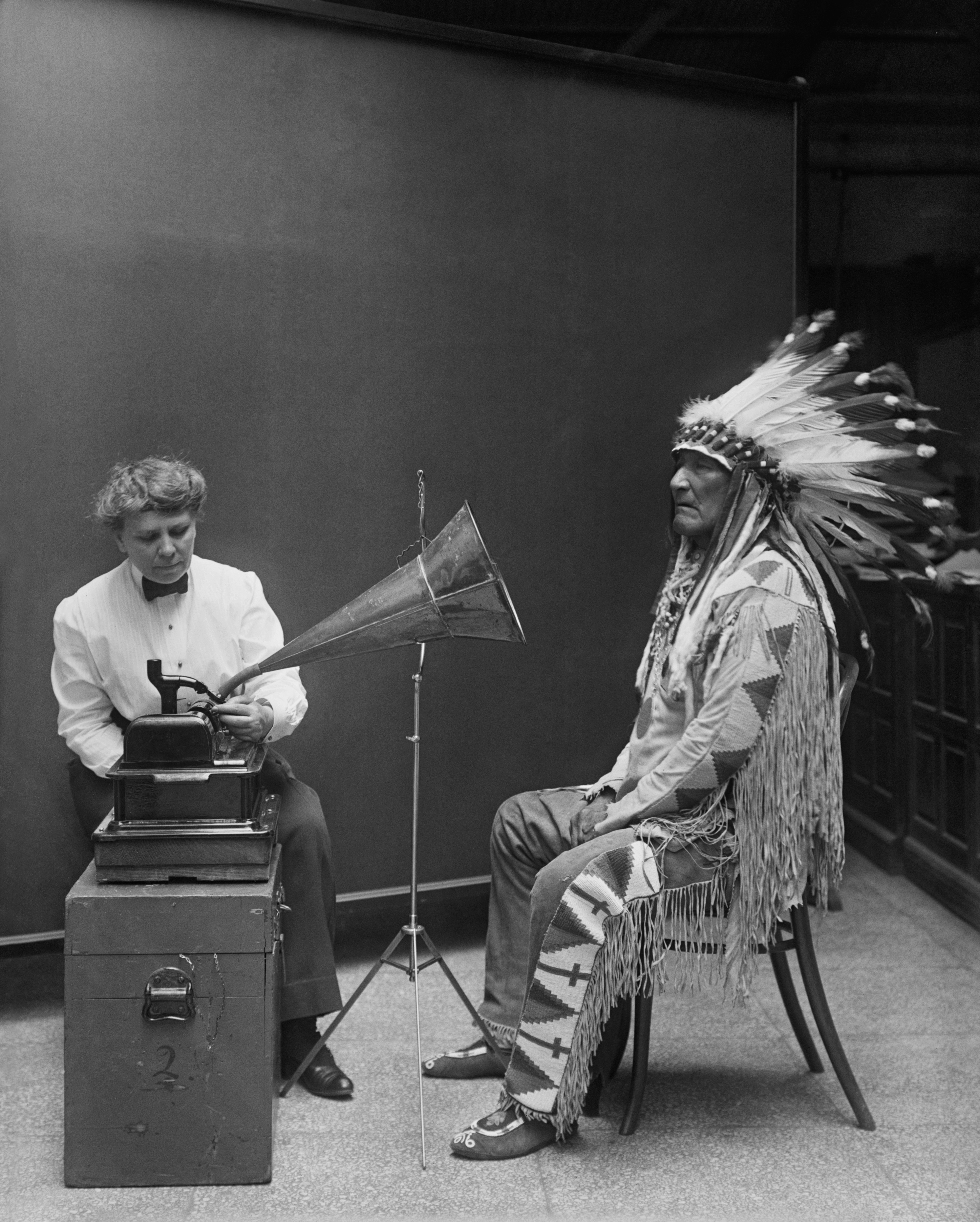
Die Ethnologin Frances Densmore macht Tonaufnahmen mit dem Blackfoot-Häuptling Mountain Chief (1916)

Die ursprüngliche Methode war das Aufzeichnen beobachteter Verhaltensweisen bei fremden Völkern. Zur Zeit des Sozialdarwinismus gab es zudem großangelegte anatomische Vermessungsaktionen (z. B. die Kraniometrie). Man ging davon aus, dass auch die Kultur den Menschen in den Genen liegt und versuchte daher, dies anhand typischer Körpermaße der verschiedenen Menschenrassen zu belegen. Es ist nicht verwunderlich, dass die meisten kulturvergleichenden Studien des 19. Jahrhunderts aus der Perspektive einer angeblich überlegenen europäischen Kultur verfasst wurden.
Moderne Ethnologen müssen jegliche Bewertung fremder Verhaltensweisen vermeiden, wenn ihre Datensammlungen für vergleichende Untersuchungen herangezogen werden sollen – soweit das vor dem eigenen „kulturellen Erbe“ der Forscher möglich ist. Darüber hinaus können Angehörige traditioneller Kulturen, die erst wenige Kontakte zur westlichen Welt hatten, durch den Besuch von Wissenschaftlern beeinflusst werden, so dass einerseits die Ergebnisse verfälscht werden und andererseits ein ungewollter Kulturwandel eintreten kann. Es erfordert daher ein hohes Maß an Respekt vor der fremden Lebensweise und die Bereitschaft, sich anzupassen.
Kulturvergleichende Forschungen innerhalb des westlichen Kulturraumes basieren zumeist auf Befragungen.

#### Das HRAF-Projekt
1949 gründete der US-amerikanische Anthropologe George P. Murdock (1897–1985) an der Yale University eine groß angelegte Datenbank für holistische Kulturvergleiche, die heute auf den Namen „Human Relations Area Files“ (HRAF bzw. eHRAF für die Online-Version) läuft. HRAF möchte einen vollständigen Überblick über die Vielfalt aller Kulturen liefern, die Daten für die Forschung vergleichbar und statistisch auswertbar machen. Dazu wurde die Welt in 60 Kulturareale (macro-culture areas) eingeteilt und 88 übergeordnete Kulturkategorien geschaffen, die wiederum vielfach untergliedert sind. Die Ausgangsdaten von den rund 400 erfassten Völkern stammen von einer großen Zahl verschiedener Ethnologen. HRAF hat heute 300 Mitglieder-Organisationen aus den USA und 20 anderen Ländern. Das HRAF stellt eine wichtige Grundlage für kulturvergleichender Arbeiten dar und mit Hilfe der Datenbank entstand bereits eine Vielzahl von Veröffentlichungen über die unterschiedlichsten Aspekte.

### Kulturstandards

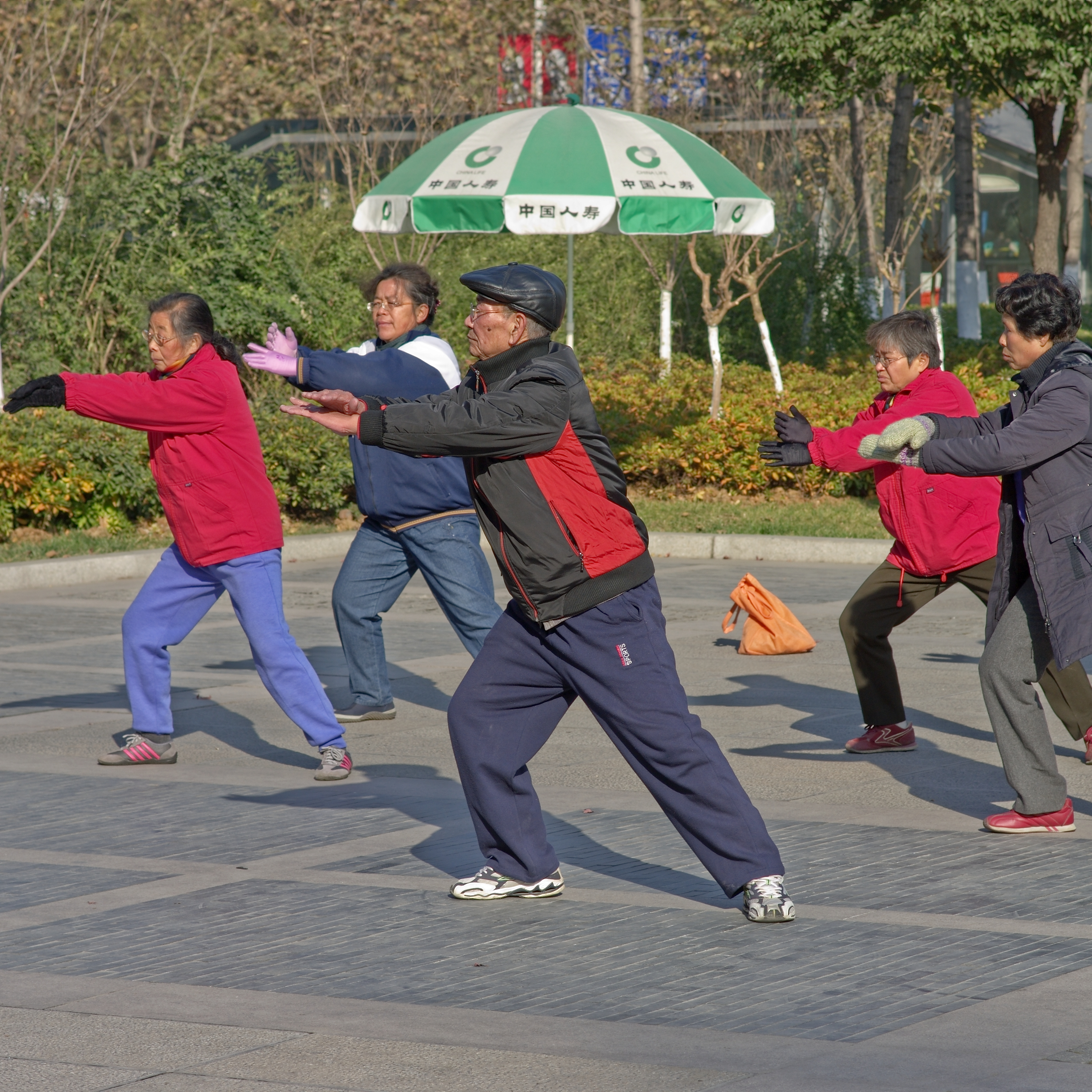
Gemeinsames Tai Chi in der Öffentlichkeit: Auch wenn dies ein bekanntes Bild aus China ist, handelt es sich dabei um ein „typisch chinesisches Verhalten“ – einen sogenannten Kulturstandard?

Der Psychologe Alexander Thomas hat den Begriff der „Kulturstandards“ eingeführt, der für vergleichende Verhaltensstudien und zum Erwerb einer interkulturellen Handlungskompetenz verwendet wird. Thomas versteht Kultur als Orientierungsrahmen einer Gesellschaft, der das Fühlen, Denken und Handeln seiner Angehörigen bestimmt. Demnach erfordert es kompetentes Einfühlungsvermögen und das Wissen um die jeweiligen Standards, um vorurteilsfrei und verständlich mit Menschen anderer Kulturen kommunizieren zu können. Die Kulturstandards sollen die Mentalität einer Bevölkerung in Worte fassen.
„Unter Kulturstandards werden alle Arten des Wahrnehmens, Denkens, Wertens und Handelns verstanden, die von der Mehrzahl der Mitglieder einer bestimmten Kultur für sich persönlich und andere als normal, selbstverständlich, typisch und verbindlich angesehen werden. Eigenes und fremdes Verhalten wird auf der Grundlage dieser Kulturstandards beurteilt.“
In erster Linie ist es ein Versuch, die typischen Verhaltensmuster der Mehrheit der Angehörigen eines Kulturraumes oder einer Nationalkultur in bestimmten Situationen zu beschreiben. Um dabei zu aussagekräftigen Ergebnissen zu gelangen, werden die Eigen-Aussagen der untersuchten Gruppe mit den Aussagen von Angehörigen eines anderen Kulturraumes über die untersuchte Gruppe verglichen: Wie gut stimmen Selbstbild und Fremdbild überein? Führt man diese Untersuchung wechselseitig durch, entsteht ein relativer Vergleich der Standards zweier Kulturen bzw. Kulturareale. Relativ deshalb, weil daraus nicht hervorgeht, ob die erfassten Kulturstandards in allen menschlichen Kulturen existieren, sprich: auf universale menschliche Verhaltensdimensionen zurückzuführen sind. Eine Qualifizierung und Klassifizierung ist bei dieser Betrachtung demnach noch nicht möglich; die Untersuchung endet bei der „Begriffsbildung“.
Dadurch, dass man in eine bestimmte Kultur hineingeboren wird, wird das typische Verhaltensrepertoire der eigenen Gruppe in den prägenden Kindheitsjahren unbewusst verinnerlicht. Kulturstandards bestehen laut Thomas aus einer zentralen Norm und einem Toleranzbereich. Die Norm gibt den Idealwert an, der Toleranzbereich umfasst die noch akzeptierbaren Abweichungen vom Normwert. Verhaltensweisen, die über diese Grenzen hinausgehen, werden nach der Theorie von den Mitmenschen abgelehnt und ggf. sanktioniert. Zentrale Kulturstandards wandeln sich auch unter veränderten Lebensbedingungen nur sehr langsam.
Ein Beispiel für einen Kulturstandard: Deutsche versuchen in der Regel (angeblich), sich mit vorhandenen Konflikten offen auseinanderzusetzen, indem sie diese direkt ansprechen. In einigen asiatischen Ländern wäre dies nur bedingt möglich, da dort eine offene Auseinandersetzung dem Gegenüber einen Gesichtsverlust zufügen würde. Andere Beispiele für Kulturstandards sind „Autoritätsdenken“, „körperliche Nähe“, „Pflichtbewusstsein“, „Individualität“ und „Familienverbundenheit.“ Die folgende Tabelle gibt einen stark vereinfachten Überblick für einige Länder.
Obgleich Kulturstandards sicherlich mit einer gewissen Wahrscheinlichkeit zu erwartende Verhaltensweisen beschreiben, daher populär sind und beispielsweise von den Industrie- und Handelskammern verbreitet werden, bergen sie die Gefahr zur Bildung von Stereotypen und Vorurteilen. Dies verstellt den Blick auf die Wirklichkeit, die voller Abweichungen von solch stark reduzierten und eingrenzenden Begrifflichkeiten ist! (siehe auch Kritikpunkte unter der Tabelle)
|                               | Deutschland                                                             | USA                                                                               | Peru                                                                          | Indien                                                                                   | China                                                                                  |
| ----------------------------- | ----------------------------------------------------------------------- | --------------------------------------------------------------------------------- | ----------------------------------------------------------------------------- | ---------------------------------------------------------------------------------------- | -------------------------------------------------------------------------------------- |
| Menschen streben nach         | Selbstverwirklichung und Eigenverantwortung                             | Individualismus, Chancengleichheit, Eigeninitiative                               | Soziale Anerkennung, gegenseitiger Hilfe*                                     | Familienorientierung, Anerkennung durch bestimmte Personen                               | Soziale Anerkennung und Gruppenzugehörigkeit                                           |
| Lebensbereiche                | Trennung von Arbeit und Privatem                                        | Identifikation mit der Arbeit, Verbindung mit Privatem                            | Vermischung von Arbeit und Privatem                                           | Vermischung von Arbeit und Privatem                                                      | Einheit und Gemeinschaftsbildung in allen Lebensbereichen                              |
| Erstkontakte                  | distanziert, steif, nüchtern, unpersönlich                              | (gespielt) fröhlich, kontaktfreudig, zugänglich, „überheblich“                    | freundlich, jedoch misstrauisch*, abschätzend*, wortreich                     | höflich, respektvoll, emotional, leicht verletzbar                                       | höflich, respektvoll, humorvoll, harmonisch                                            |
| Verhalten bei Konflikten      | Direkte Aussprache, Aufrichtigkeit                                      | Indirekter Umgang, Harmonie                                                       | Indirekt, Suche nach Fremdverschulden*, Leid*                                 | Indirekter Umgang, Harmonie                                                              | Indirekter Umgang, „Gesicht wahren“                                                    |
| Regeln und Prinzipien         | geben klare Orientierung, sind unumstößlich                             | werden flexibel gehandhabt, Nicht-Einmischung geht vor                            | werden an der Situation gemessen, dienen nur als grobe Richtlinie             | sind wenig bedeutsam, stehen unter der kosmischen Ordnung                                | werden an der Situation gemessen, dienen nur als grobe Richtlinie                      |
| Verhältnis zu Obrigkeiten     | kritisch, skeptisch                                                     | patriotisch, loyal                                                                | misstrauisch*, eigensinnig*                                                   | unterwürfig, aufstrebend                                                                 | unterwürfig, anerkennend                                                               |
| Denken und Handeln            | zielorientiert, planvoll, analytisch, wenig spontan                     | pragmatisch, planvoll, analytisch, risikofreudig, spontan                         | passiv*, mythisch-ganzheitlich*, flexibel, spontan                            | anpassungsfähig, ganzheitlich, innovativ, flexibel, spontan                              | improvisierend, ganzheitlich, flexibel, spontan                                        |
| Arbeitsmoral                  | Leistung gegen Bezahlung oder Anerkennung, Ungeduld, kurzfristige Ziele | Leistung nur gegen Bezahlung und Anerkennung, Gelassenheit, Handlungsorientierung | Gemeinschaftliche Leistung*, freigiebige Hilfsverpflichtungen*, Geduld, Fleiß | Gehorsam gegen Fürsorge, gegenseitige Hilfsverpflichtungen, Bereitschaft für Veränderung | Gehorsam gegen Fürsorge, gegenseitige Hilfsverpflichtungen, Geduld, langfristige Ziele |
| Umgang mit der Zeit           | streng durchgeplant und freizeitorientiert                              | locker durchgeplant und leistungsorientiert                                       | ungeplant und gegenwärtig*                                                    | alles gleichzeitig                                                                       | alles gleichzeitig                                                                     |
| Kollektives Selbstverständnis | „Wir sind beliebt, aber ...“                                            | „Wir sind die Weltmacht“                                                          | „Gemeinsam sind wir stark“*                                                   | „Es wird schon weitergehen“                                                              | „Alle anderen sind Barbaren“                                                           |

*: Diese Kulturstandards in Peru zeigen deutlich die Vermischung der indigenen Kultur mit der europäischen. Die jahrhundertelange Unterdrückung und Ausbeutung der Indianer, deren Anteil auch heute noch bei 31 % (+ 44 % Mestizen) liegt, hat vor allem zu dem großen Misstrauen gegenüber Fremden geführt. Das Verhalten in Konfliktsituationen hat sich dabei völlig umgekehrt, denn zur Zeit der Inka galt die direkte Aussprache und absolute Ehrlichkeit als große Tugend.
Das Modell der Kulturstandards wird im Rahmen der wirtschaftlichen Globalisierung gern verwendet, um Arbeitnehmer, die ins Ausland gehen, auf die landestypische Mentalität vorzubereiten.
Trotz der Popularität des Modells gibt es einige schwerwiegende Kritikpunkte:
- Kultur würde dabei zu stark als unveränderbare Konstante betrachtet, obwohl der Mensch jederzeit aktiv und bewusst seine Kultur schaffen könne
- Eine Standardisierung setzt klar abgrenzbare, unbeeinflusste Reinkulturen voraus. Diese würden in Wirklichkeit jedoch nicht existieren, da gerade in Zeiten der Globalisierung die Grenzen immer mehr verwischen
- Die Daten stammen meist aus Fragebögen und Interviews. Da mehr als 50 % aller Aussagen jedoch reine Lippenbekenntnisse ohne reale Umsetzung wären, sei die Aussagekraft der Ergebnisse begrenzt

Angesichts dieser Kritiken werden Kulturstandards nicht als unumstößliche Wahrheit betrachtet, sondern nur als Indiz mit einer gewissen Wahrscheinlichkeit!

### Klassifizierung

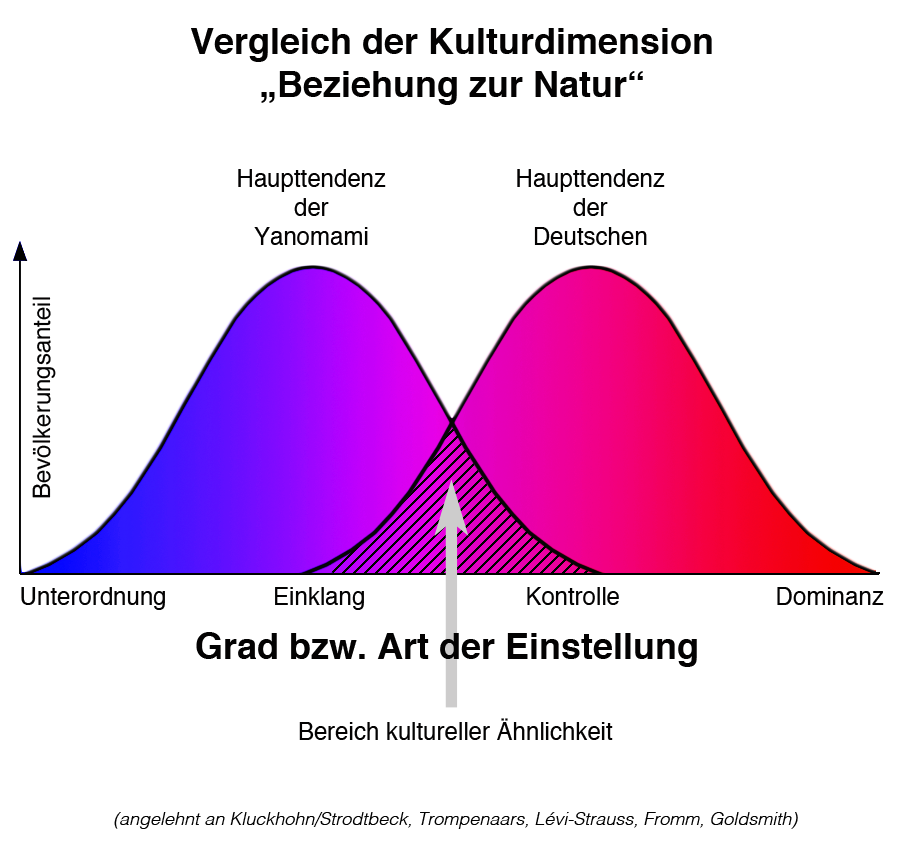
Vergleicht man die „Beziehung zur Natur“ der Angehörigen eines sehr traditionellen (Yanomami) und eines sehr modernen Volkes (Deutsche), sind die Forschungsergebnisse verschiedener kulturvergleichender Fachrichtungen deckungsgleich

„Wie immer eine Klassifizierung aussehen mag, sie ist besser als keine Klassifizierung“

Die in der Einleitung erwähnte Personale Kategorisierung nimmt jeder Mensch mehr oder weniger bewusst vor, wenn er auf Fremde trifft. Dieser zentrale Bestandteil zwischenmenschlichen Verhaltens führt durch den Abgleich mit den Eindrücken anderer Mitglieder der eigenen Gesellschaft zu einer kollektiv empfundenen Abgrenzung. Die Fremden werden – je nachdem, welchen der eigenen Wertvorstellungen sie entsprechen oder widersprechen – klassifiziert und in der Regel in ein sehr vereinfachtes Begriffspaar von „Wir im Gegensatz zu den Anderen“ gepresst: Wir halten unsere Gesellschaft z. B. für ehrlich, fleißig und verantwortungsbewusst – und die Anderen werden demgegenüber als unehrlich, faul und verantwortungslos hingestellt (ob gerechtfertigt oder nicht). Man erkennt diese Tendenz bereits in der Tatsache, dass die Eigenbezeichnung sehr vieler Völker schlichtweg „Menschen“ bedeutet – im Sinne von „das einzig wahre Volk“ (etwa Khoikhoi, Runakuna, Slawen, N’de, Nenzen).

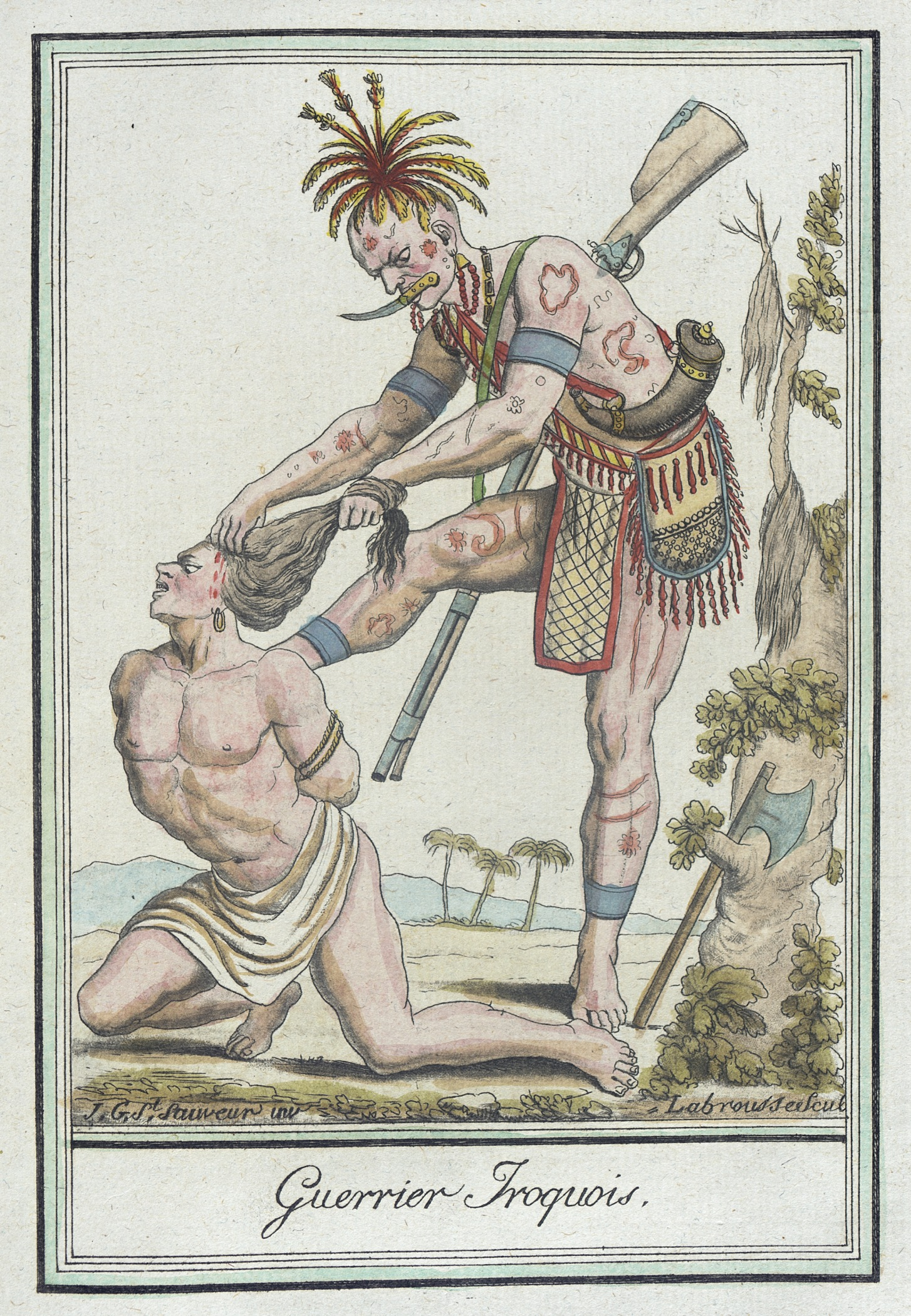
Darstellung einer Skalpierung (um 1800), die das Bild des „barbarischen Wilden“ bedient. Tatsächlich führten auch weiße Siedler, Skalpjäger und Mexikaner diese grausame Praktik durch, die oftmals durch offizielle Skalpprämien gefördert wurde.

In der antiken Literatur werden die Barbaren (Ungebildete) von den Zivilisierten (griechisch-römisch Gebildete) abgegrenzt. Im Mittelalter wurden vor allem die Christen den Heiden gegenübergestellt. Während der europäischen Expansion seit dem 15. Jahrhundert etablierte sich eine besonders eurozentrische Sichtweise, die zwischen den „fortschrittlichen, gebildeten und christlichen Europäern“ und den „unterentwickelten, ungebildeten und nicht missionierbaren Wilden“ unterschied. Um die gewalttätigen Eroberungen fremder Länder zu rechtfertigen und die Widersprüche zur christlichen Nächstenliebe zu entkräften, wurden den fremden Völker jegliche nur denkbaren negativen Attribute angedichtet, die sie letztendlich zu „menschenähnlichen Tieren“ herabsetzen sollten, deren Vernichtung keine Sünde sei.
Im Zeitalter der Aufklärung entstanden Bestrebungen in der Wissenschaft zu einer Umdeutung der bislang negativen Klassifizierung von  Wilden und Zivilisierten. Gesellschaftskritische Philosophen wie Jean-Jacques Rousseau postulierten den „von Natur aus guten Menschen“, der nur durch die Kultur charakterlich verdorben würde. So wurden die naturnah lebenden Völker pauschal zu „edlen Wilden“ erhoben – im krassen Gegensatz zur damals vorherrschenden Herabwürdigung dieser Kulturen.
Mit dem Beginn der wissenschaftlichen Völkerkunde im 19. Jahrhundert mehrte sich das Wissen über fremde Kulturen, so dass der Weg zu einer differenzierteren Sichtweise zwischen „Barbaren und edlen Wilden“ geebnet wurde. Lange Zeit (unter dem Einfluss von Darwins Evolutionstheorie) wurde jedoch als Leitbild für alle Untersuchungen noch eine Unterscheidung zwischen Kulturvölkern und Naturvölkern (im Sinne von „kulturlosen Völkern“) vorgenommen, die somit immer noch auf einem abwertenden Begriff für die traditionellen Kulturen beruhte (Pejorativum). Erst nach dem Zweiten Weltkrieg änderte sich das langsam.
Auch in modernen kulturvergleichenden Forschungen werden zur Klassifizierung immer noch Begriffspaare verwendet, jedoch nicht mehr im Sinne von unvereinbaren Gegensätzen (Dichotomien), sondern als polare Gegensätze, die eine nebeneinanderliegende Sortierung der Ergebnisse auf entsprechend festgelegten Skalen zwischen den beiden Polen ermöglichen.
Im Folgenden zwei Beispiele solcher Klassifizierungen:

#### Kalte und heiße Kulturen und Kulturelemente

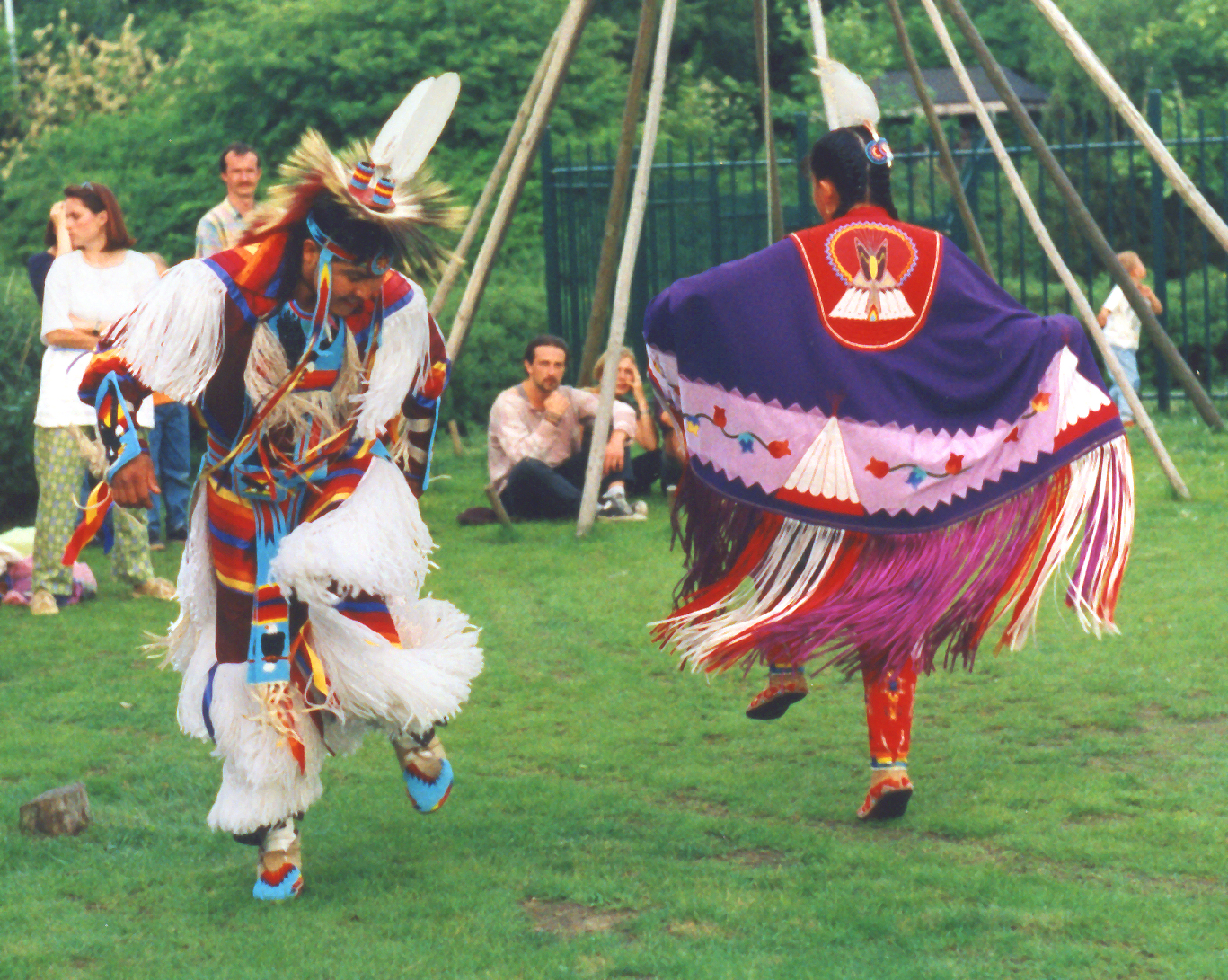
Tanzende Prärie-Indianer in Münster: Traditionelle „kalte“ Folklore in modernisierter „heißer“ Kultur?

Die Ethnologie ist eine vergleichende Disziplin und als methodische Strategie ist der Kulturvergleich ihr zentraler Bestandteil. Er steht am Beginn ethnologischer Forschungen. So ist es nicht verwunderlich, dass die ersten Klassifizierungssysteme für Kulturen von Ethnologen stammen.
Mit der ursprünglich als Dichotomie gedachten Unterscheidung von kalten und heißen Kulturen führte der Ethnologe Claude Lévi-Strauss erstmals eine neutrale Klassifizierung zur Unterscheidung von modernen und traditionellen (naturangepassten) Kulturen ein, die die pejorativen Begriffe Barbaren, Wilde, Unzivilisierte oder Primitive vermied. Lévi-Strauss erkannte, dass man jede Gesellschaft nach ihrer weltanschaulichen Einstellung zum kulturellen Wandel einordnen konnte.
Als „kalte Kulturen“ bezeichnete er solche Gesellschaften, bei denen das gesamte Denken und Handeln bewusst und unbewusst darauf abzielt, jegliche Veränderungen der traditionell fixierten Strukturen zu verhindern (sofern es keine zwingende Notwendigkeit oder fremde Einflüsse gibt). Das Vertrauen gilt der Natur; menschliches Wirken gilt grundsätzlich als unvollkommen. Die sogenannten isolierten Völker, die zumeist absichtlich den Kontakt zur westlichen Welt meiden, sind die heutigen Repräsentanten der kalten Gesellschaften.

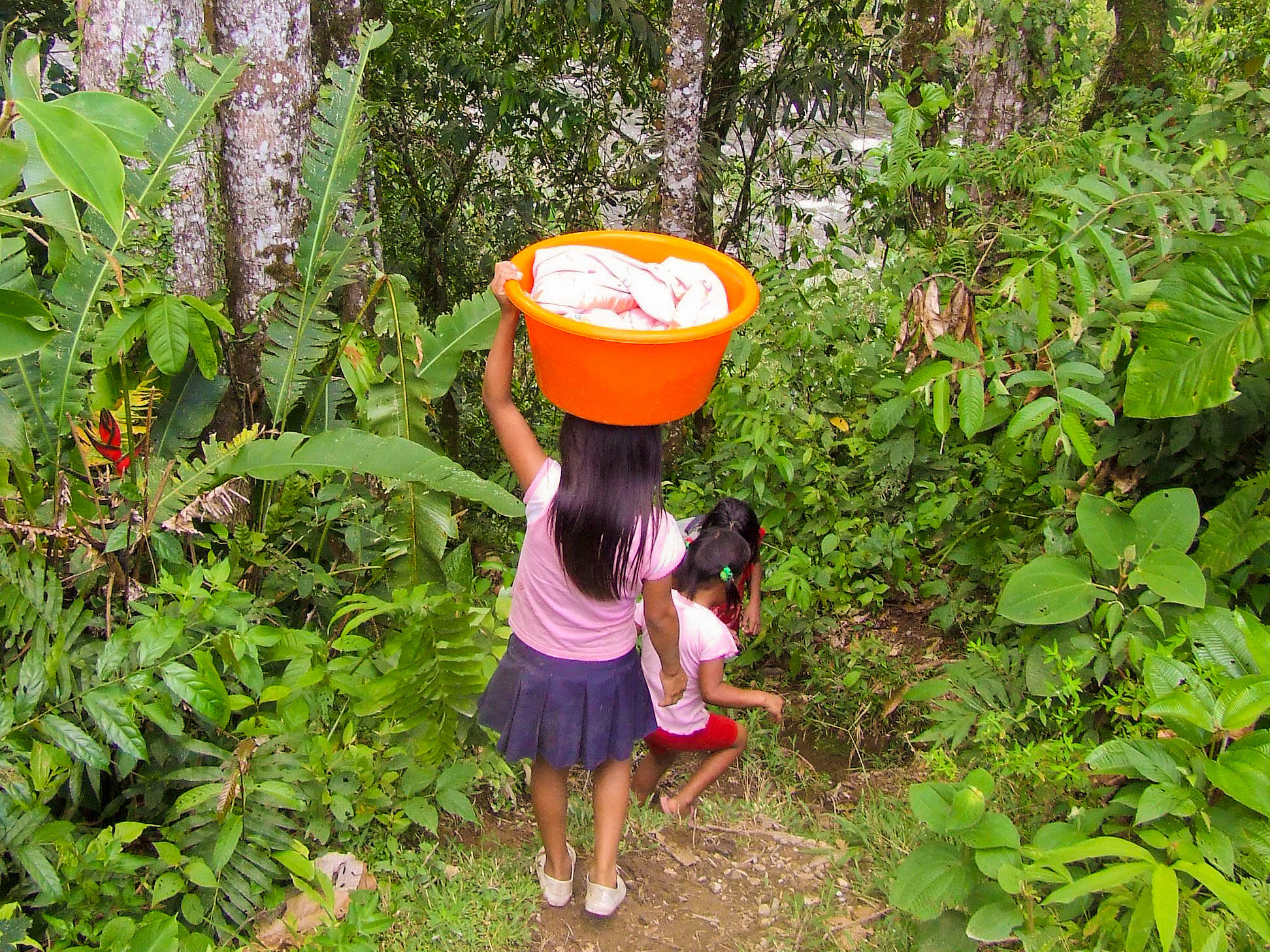
Shuar-Indigene auf dem Weg zur Wäsche am Fluss: Moderne „heiße“ Gebrauchsgegenstände aus Kunststoff in traditioneller „kalter“ Kultur?

„Heiße Kulturen“ sind das genaue Gegenteil: Sie vertrauen der menschlichen Innovationsfähigkeit und sind optimistisch, die Natur durch gemeinschaftliche Arbeit an ihre Bedürfnisse anpassen zu können. Daher ist ihr gesamtes Streben auf Fortschritt und Veränderung gerichtet. Selbst, wenn sich dadurch zuerst vorrangig die Lebensbedingungen der Privilegierten verbessern, sind die unteren Schichten häufig die Triebfeder der Entwicklung. Die moderne, westlich orientierte Arbeits- und Konsumgesellschaft ist der Prototyp der heißen Kultur.
Von Lévi-Strauss übernahmen einige Ethnologen, aber auch Soziologen, Anthropologen, Kulturhistoriker und verschiedene Fachrichtungen der Kulturwissenschaften diese Klassifizierung. Allerdings waren kalt und heiß nun nicht mehr ein unvereinbares Gegensatzpaar, sondern Pole in unterschiedlichen Spektren verschiedener Teilbereiche der Kultur. Demgemäß gibt es in allen Kulturen mehr oder weniger abkühlende und aufheizende Kulturelemente, so dass zwischen sehr kalten und sehr heißen Gesellschaften eine große Bandbreite verschiedener Zustände existiert.
Es gibt noch eine Reihe weiterer Ansätze, die ihre Erkenntnisse aus dem Vergleich der traditionellsten und modernsten Kulturen – den „Polen des menschlichen Kulturspektrums“ – gewinnen. Sie nutzen zwar andere Begrifflichkeiten, kommen jedoch zu Ergebnissen, die mit den Merkmalen heißer und kalter Gesellschaften gut übereinstimmen.

#### Kulturdimensionen
Eine ähnliche Klassifizierungsmethode wie beim kalt/heißen Spektrum verbirgt sich hinter dem Begriff „Kulturdimension“. Dabei wird versucht, die Mentalität der Menschen verschiedener Kulturräume auf grundlegende menschliche Verhaltensmuster zurückzuführen, um die Kulturstandards anschließend im Vergleich auf einer Skala zwischen zwei Polen anordnen zu können. Zum besseren Verständnis ein Beispiel:
Käme man zu der Auffassung, dass der „Umgang mit der Hierarchie in Unternehmen“ eine grundlegende Kulturdimension der Menschheit ist, würden die jeweiligen Kulturstandards in der Reihenfolge „sehr kollegial“ in Dänemark – „eher kollegial“ in Deutschland – „autoritär“ in Japan – „sehr autoritär“ in Frankreich angeordnet werden können.
Verschiedene Kulturwissenschaftler, Anthropologen und Soziologen haben sich diesem Gedanken gewidmet und versucht, die grundlegenden Kulturdimensionen zu finden und zu benennen. Die mit Abstand umfangreichste – aber ebenso umstrittenste – Studie stammt von dem Niederländer Geert Hofstede. Grundsätzlich gelten für alle Dimensionen-Modelle mehr oder weniger die gleichen Kritikpunkte wie bei den Kulturstandards. Darüber hinaus wird die Frage gestellt, ob die Ergebnisse tatsächlich zeitlich überdauernde kulturelle Muster repräsentieren oder nur Momentaufnahmen zum Zeitpunkt der Studie sind. Im Gegensatz zur Ethnologie beschäftigen sich diese Studien ausschließlich mit „Ausschnitten“ der modernen westlichen Kultur, die durch eine sehr große Heterogenität, durch enorme Fluktuationen und eine Vielzahl von Subkulturen geprägt sind.
Um solchen Vorwürfen zu begegnen, hat der französische Sozialphilosoph Jacques Demorgon eine differenzierte Kulturtheorie entwickelt, in der ein Modell von universellen Kulturdimensionen eingebettet ist. Dies trifft auch auf die klassischen Modelle von Kluckhohn/Strodtbeck und Edward T. Hall zu, die immer noch häufig zitiert werden. Ebenfalls akzeptiert und von einer Verbesserung der Hofstede´schen Ergebnisse motiviert sind die Modelle von Fons Trompenaars, Shalom H. Schwartz und vom Project-GLOBE (Global Leadership and Organizational Behavior Effectiveness Research Project). Sie beschränken sich allerdings auf bestimmte Gruppen innerhalb der Kulturen, insbesondere auf Arbeitnehmer und Manager und sind daher nicht unbedingt auf die Gesamtkultur übertragbar.
Die folgende Tabelle führt stark vereinfacht einige universelle Kulturdimensionen verschiedener Autoren auf. Ihre Tauglichkeit zu einer universellen Klassifizierung wird durch den Vergleich von segmentär organisierten, traditionell naturangepassten Kulturen mit der modernen Konsumgesellschaft illustriert. (Diese Darstellung eignet sich darüber hinaus gut zu einem Vergleich mit dem Spektrum der kalten und heißen Gesellschaften und Kulturelemente)
| Kulturdimension                           | geringste Ausprägung                                                       | stärkste Ausprägung                                                              | Autor(en)                           |
|                                           | Segmentäre, traditionelle Gesellschaften                                   | Demokratische, moderne Gesellschaften                                            |                                     |
| ----------------------------------------- | -------------------------------------------------------------------------- | -------------------------------------------------------------------------------- | ----------------------------------- |
| Beziehung zur Natur                       | Unterordnung, Einklang                                                     | Kontrolle, Dominanz                                                              | Kluckhohn/Strodtbeck u. Trompenaars |
| Individualismus / Kollektivismus          | sehr kollektivistisch                                                      | sehr individualistisch                                                           | Hofstede                            |
| Aktivität des Menschen                    | Sein                                                                       | Handeln                                                                          | Kluckhohn/Strodtbeck                |
| Zeitverständnis und Handlungsorganisation | polychron (persönliche Kontakte vor Zeitplan; viele Aufgaben gleichzeitig) | monochron (Zeitplan vor persönlichen Kontakten; Aufgabenerledigung nacheinander) | E. T. Hall u. Demorgon              |
| Zeitorientierung                          | Vergangenheit                                                              | Zukunft                                                                          | Kluckhohn/Strodtbeck                |
| Langzeitorientierung                      | hoch, traditionell, verbindlich                                            | gering, nostalgisch, unverbindlich                                               | Hofstede                            |
| Entscheidungen                            | häufiger konsensorientiert                                                 | häufiger dissensorientiert                                                       | Demorgon                            |
| Privatheit / Öffentlichkeit               | Vermischung aller Lebensbereiche                                           | deutliche Trennung aller Lebensbereiche                                          | Trompenaars                         |

Anmerkung:
Bei hier nicht genannten Kulturdimensionen wie beispielsweise „Natur des Menschen“, „Beziehung zu anderen Menschen“ (Kluckhohn/Strodtbeck), „Raumverständnis“, „High bzw. low context“ (Edward T. Hall) oder „Machtdistanz“, „Unsicherheitsvermeidung“ (Hofstede) u. a. liegen die verglichenen „Extremkulturen“ nicht an den Polen der Kulturdimensionen.

## Wissenschaftler
Bedeutende kulturvergleichende Forschungen stammen von folgenden Wissenschaftlern:
- Ethnologie: Mario Erdheim, Claude Lévi-Strauss, Ruth Benedict, Liselotte Kuntner, Werner Schiffauer
- Kulturanthropologie: Felicitas Goodman
- Kulturwissenschaften: Jan Assmann, Edward T. Hall, Geert Hofstede, Fons Trompenaars, Gerhard Schweizer
- Philosophie: Edward Goldsmith, Guido Rappe
- Politikwissenschaft: Ronald Inglehart. Samuel P. Huntington, Kai Hafez
- Psychologie: Ed Diener, Erich Fromm, Alexander Thomas, Hans-Joachim Kornadt
- Soziologie: Émile Durkheim, Max Weber, Joachim Matthes